# Denhuni
Denhuni ist eine osttimoresische Aldeia im Suco Lahae (Verwaltungsamt Aileu, Gemeinde Aileu). 2015 zählte man in der Aldeia nur sieben Einwohner, allerdings wurden seitdem die Verwaltungsgrenzen neu gezogen.

## Geographie
Denhuni liegt im Südwesten des Sucos Lahae. Westlich befindet sich die Aldeia Eralolo und östlich die Aldeia Riatelo. Im Norden grenzt Denhuni an den Suco Bandudato und im Süden an die Gemeinde Ainaro mit ihrem Suco Maubisse (Verwaltungsamt Maubisse). Im Norden verläuft die Überlandstraße von Aileu nach Maubisse. Sie durchquert den Ort Elkotu, dessen Norden in der Aldeia Dailor (Suco Bandudato). Nach Süden hin steigt das Land auf eine Meereshöhe von über 1500 m.

## Politik
2023 wurde Bernado Alves zum Chefe de Aldeia gewählt.